# Diogma dmitrii
Diogma dmitrii är en tvåvingeart som beskrevs av Paramonov 2005. Diogma dmitrii ingår i släktet Diogma och familjen mellanharkrankar. Inga underarter finns listade i Catalogue of Life.